# ランスティングセームランド
ランスティングセームランド (Landstinget Sörmland) はセーデルマンランド県の公衆衛生と医療、福祉、文化及び教育を主に担当するランスティングである。ランスティング議会(landstingsfullmäktige)の定数は71名。会派は中央の議会に議席を持っている8政党で構成されている。第一党はスウェーデン社会民主労働党で、全議席中27議席を占める。